# 杨从仁
杨从仁（1915年—1996年），男，四川成都人，中国数学家，曾任河北大学副校长、教授，中国数学会理事，河北省科学技术协会副主席。